# Vincarje
Vincarje este o localitate din comuna Škofja Loka, Slovenia, cu o populație de 162 de locuitori.